# Столин
Столин або Сто́лін (біл. Сто́лін) — місто в Білорусі, центр Столинського району Берестейської області. Річковий порт. Населення — 12 462 осіб (2009). Розташований за 15 км від кордону з Україною, на трасі Пінськ — Давид-Городок.

## Назва
Традиційна українська назва міста — Столин.

## Географія
Розташоване на Поліссі, на лівому березі річки Горинь, за 7 км на північ від залізничної станції Горинь (Річиця).

### Клімат
Клімат у населеному пункті вологий континентальний («Dfb» за класифікацією кліматів Кеппена). Опадів 617 мм на рік. Найменша кількість опадів спостерігається в лютому й сягає у середньому 29 мм. Найбільша кількість опадів випадає в червні — близько 89 мм. Різниця в опадах між сухими та вологими місяцями становить 60 мм. Пересічна температура січня — -5,7 °C, липня — 18,5 °C. Річна амплітуда температур становить 24,2 °C.
| Клімат                            | Клімат | Клімат | Клімат | Клімат | Клімат | Клімат | Клімат | Клімат | Клімат | Клімат | Клімат | Клімат | Клімат |
| Показник                          | Січ.   | Лют.   | Бер.   | Квіт.  | Трав.  | Черв.  | Лип.   | Серп.  | Вер.   | Жовт.  | Лист.  | Груд.  | Рік    |
| Середній максимум, °C             | −2,7   | −1,4   | 3,3    | 12,3   | 19,2   | 22,8   | 23,8   | 23,0   | 18,1   | 11,6   | 4,6    | −0,2   | 11,2   |
| Середня температура, °C           | −5,7   | −4,6   | −0,4   | 7,5    | 13,6   | 17,4   | 18,5   | 17,6   | 13,1   | 7,7    | 2,1    | −2,7   | 7,0    |
| Середній мінімум, °C              | −8,7   | −7,8   | −4     | 2,7    | 8,1    | 12,0   | 13,2   | 12,2   | 8,2    | 3,8    | −0,3   | −5,2   | 2,8    |
| Норма опадів, мм                  | 36     | 29     | 30     | 42     | 56     | 89     | 83     | 65     | 57     | 46     | 42     | 42     | 617    |
| --------------------------------- | ------ | ------ | ------ | ------ | ------ | ------ | ------ | ------ | ------ | ------ | ------ | ------ | ------ |
| Джерело: Climate-Data.org (англ.) |        |        |        |        |        |        |        |        |        |        |        |        |        |

## Історія

### У складі Київської Русі, ВКЛ і Речі Посполитої
Місто відоме з XII століття, коли Столин входив до Турово-Пінського князівства. У XII—XIII століттях — місто Великого князівства Литовського, у 1569 за Люблінською унію стало частиною Речі Посполитоі.
Був у власності магнатів Соломирецьких, Вишневецьких, Потіїв, Солтанів, Скирмунтів.
У 1648—1649 роках Столин став одним з місць виступів українських козаків і повстанців з числа місцевих селян, міщан і дрібної шляхти, що до них приєдналася проти війська Великого князівства Литовського. У вересні 1655 року під час війни 1654—1667 років між Росією з Річчю Посполитою Столин був захоплений і спалений під час рейду російського загону під командуванням князя Дмитрія Волконського.
1657 року входив до складу Пінсько-Турівського полку Гетьманщини.
З 1792 року стає центром Запінського повіту Берестейського воєводства. 

### У складі Російської імперії
У часи входження до складу Російської імперії належав до Пінського повіту.
У квітні 1883 року в повіті почалося будівництво ділянки залізниці, що з'єднала Рівне і Лунінець. У 1897 році чисельність населення Столина було 3342, серед них було 2489 євреїв. Євреї жили в Столині в основному в районі площі Ринок.

### Німецькаокупація

Синагога у Столині. Початок XX століття

Радянська влада в районі була встановлена в листопаді 1917 року. У 1918—1919 року Столин перебував у складі УНР. З лютого 1918 по грудень 1919 року місто було окуповане німцями. 

### У складі Польщі
18 квітня 1921 року за Ризьким мирним договором місто відійшло до Польщі. 6 грудня 1922 року Столин стає центром Столинского повіту Поліського воєводства. Це був період спокійного життя та роботи і розвитку економіки містечка. У 1922—1937 роках у місті діяла філія «Просвіти».
Розпорядженням міністра внутрішніх справ 30 березня 1934 року територія міста розширена шляхом вилучення з сільської ґміни Столин частин сіл Столин і Столинок, маєтку Столин і розпарцельованих (поділених) маєтку Столин та приєднання їх до міста.

### Анексія міста СРСР
У вересні 1939 місто увійшло до складу БРСР. До 1941 року налічувалося 12500 жителів. Серед них було 8500 євреїв. З окупованої Польщі сюди також прибули близько 7000 євреїв.

### Окупація нацистами
6 липня 1941 Столин був окупований німцями, євреї були заслані у гетто. Вранці 11 вересня 1942 всіх євреїв гетто в оточені 200 членів допоміжної поліції вивели на ринкову площу, а потім їх відвели у Стасино, що за 3 км від Столина, де 12 вересня всіх євреїв було вбито.
Під час Другої світової війни німецький гарнізон у містечку налічував 140 осіб.
9 липня 1944 року місто було звільнене від окупантів. 8 січня 1954 року Столинский район після скасування Пінської області увійшов до складу Берестейської області.
У вересні 1944 року до Столина здійснив пропагандивний рейд відділ УПА загін «Дороша».

#### Аварія на ЧАЕС
В 1986 році після Чорнобильської екологічної катастрофи в Столині катастрофічно піднявся рівень радіаційного забруднення.

### Сучасна Білорусь
З 1991 року - у складі Республіки Білорусь

## Населення
За переписом населення Білорусі 2009 року чисельність населення міста становило 12 462 особи.

### Національність
Розподіл населення за рідною національністю за даними перепису 2009 року:
| Національність                | Осіб  | Відсоток |
| ----------------------------- | ----- | -------- |
| білоруси                      | 11882 | 95,35 %  |
| росіяни                       | 285   | 2,29 %   |
| українці                      | 164   | 1,32 %   |
| національність не вказана     | 85    | 0,68 %   |
| поляки                        | 20    | 0,16 %   |
| азербайджанці                 | 7     | 0,06 %   |
| вірмени                       | 3     | 0,02 %   |
| литовці                       | 3     | 0,02 %   |
| марійці                       | 3     | 0,02 %   |
| казахи                        | 2     | 0,02 %   |
| корейці                       | 2     | 0,02 %   |
| дві та більше національності  | 2     | 0,02 %   |
| мордва                        | 1     | 0,01 %   |
| естонці                       | 1     | 0,01 %   |
| кабардинці                    | 1     | 0,01 %   |
| національність не повідомлена | 1     | 0,01 %   |
| Разом                         | 12462 | 100 %    |

## Культура
У місті діє краєзнавчий музей.